# Deutsches Pferdemuseum

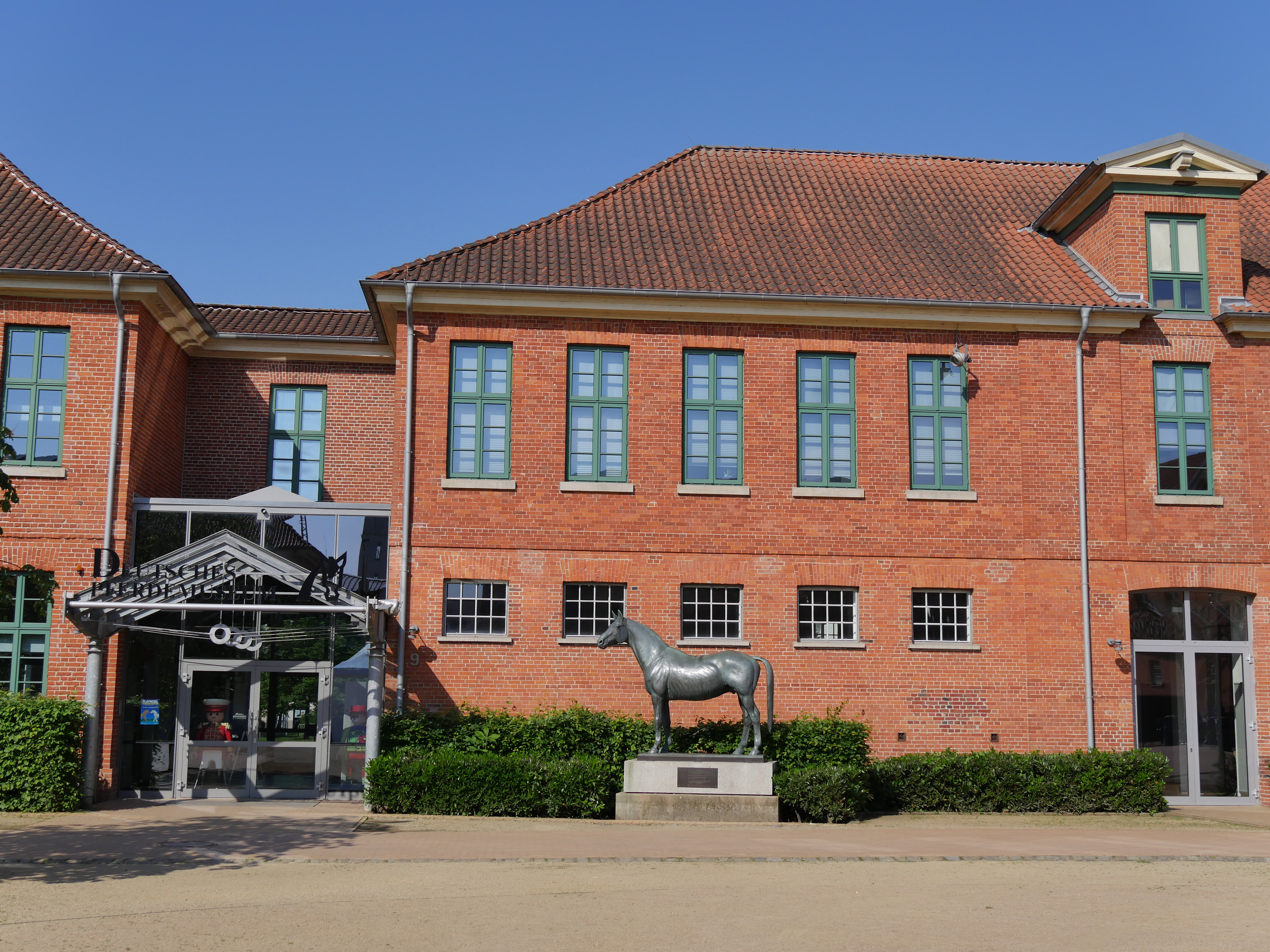
Pferdemuseum am Holzmarkt

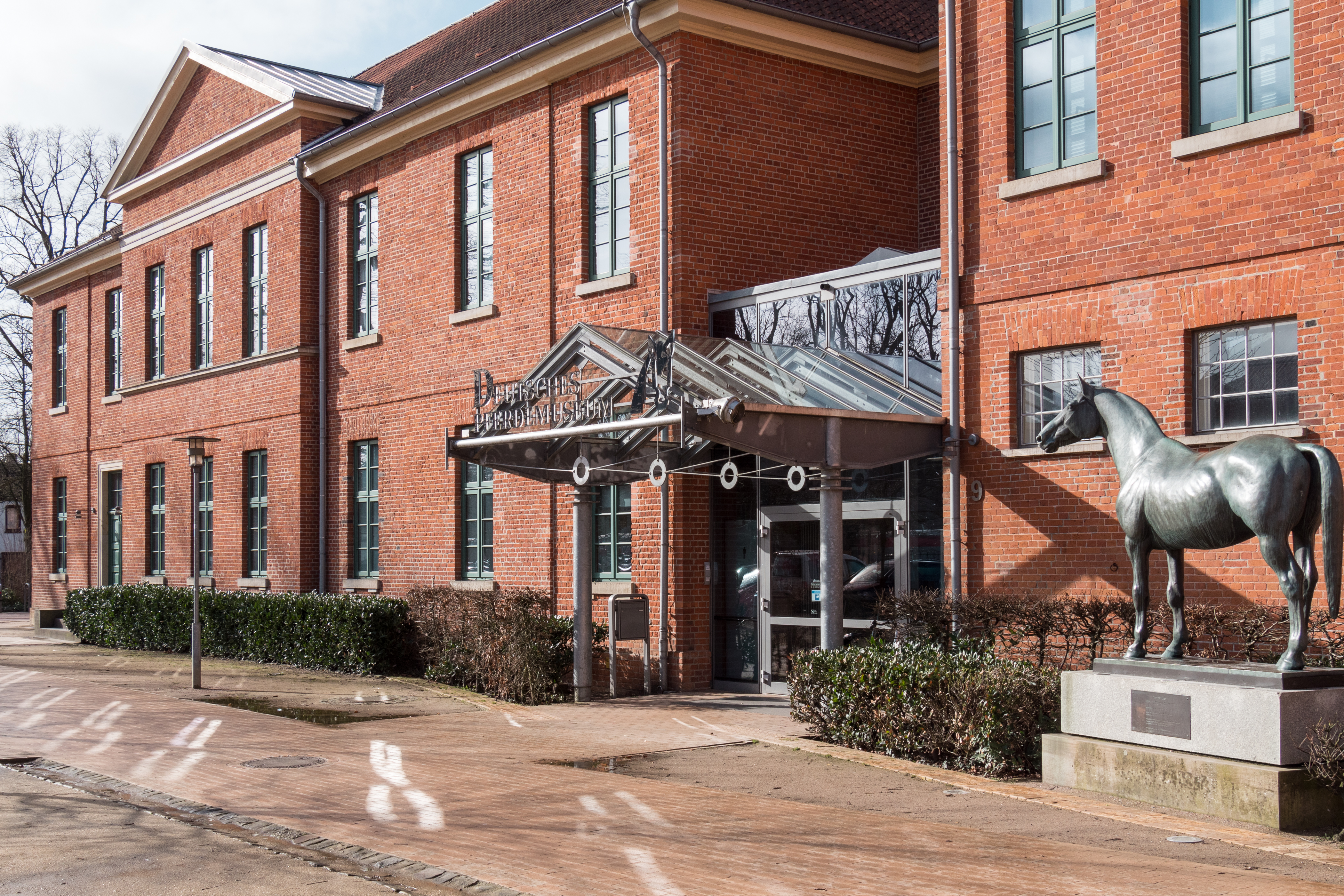
Deutsches Pferdemuseum

Das Deutsche Pferdemuseum in Verden (Aller) ist das älteste Pferdemuseum Deutschlands.

## Geschichte
Das Museum geht auf eine hippologische Sammlung zurück, die um 1930 vom Verdener Heimatbund begonnen wurde. Ab 1965 trug diese Sammlung als selbstständige Einrichtung den Namen Deutsches Pferdemuseum. Ursprünglich in der Boeselagerschen Villa in Verden untergebracht, bezog die Sammlung während der Zeit des Nationalsozialismus das Fachwerkhaus Strukturstraße 7 in der Altstadt und im Jahr 2000 ein neues Domizil am Holzmarkt in unmittelbarer Bahnhofsnähe: die ehemaligen Stall- und Mannschaftsgebäude der Kavalleriekaserne (auch Holzmarktkaserne genannt), unter anderem vom Ulanen-Regiment Nr. 14 genutzt. Seit 1974 steht vor dem Deutschen Pferdemuseum ein Abguss der Statue des berühmten Hengstes Tempelhüter.

## Ausstellung
Der Ausstellungsbereich gliedert sich in eine 1400 m² große Abteilung für die ständige Ausstellung und 230 m² Fläche für Sonderausstellungen. Gezeigt werden historische Spielsachen mit Pferdebezug sowie anatomische Modelle, die auch über die Entwicklungsgeschichte des Pferdes Auskunft geben. Ferner sind im Erdgeschoss Gegenstände zu sehen, die auf Verden als Pferdestadt hinweisen, so etwa alte Futterkrippen und eine Sandsteintafel aus dem Jahr 1815, deren Inschrift Gaudemus equis einst über einem Verdener Hauseingang zu lesen war.
Im Obergeschoss stehen die Verwendungsmöglichkeiten des Pferds im Vordergrund. Mehrere Funktionsmodelle vermitteln einen Eindruck vom Reiten mit verschiedenen Sätteln sowie von den Sehfähigkeiten der Pferde. Einzelnen bekannten Pferden und Reitern wie etwa dem Klugen Hans oder Josef Neckermann sind besondere Abteilungen des Museums gewidmet.
Zur Sammlung zählen unter anderem auch Fotografien und Filme des Pferdefotografen Wilhelm Tiedemann.

## Bibliothek
In der Bibliothek stehen Bücher zu pferdekundlichen Themen über die Stadtbibliothek zur Ausleihe bereit. Ferner besitzt das Pferdemuseum ein umfangreiches Foto- und Filmarchiv.

## Mitarbeiter
- Britta Stühren, ehemalige Leiterin der Fachbibliothek des Museums[2]

## Schriften (Auswahl)
- Prunkvoll zu Pferde, Bd. 1: Turniere, hrsg. durch das Deutsche Pferdemuseum e. V., Hippologisches Institut Verden,
- Lars Gehrmann (Text), Werner Menzendorf (Fotos): Eine Reise nach Trakehnen. Werner Menzendorf 1938 im Paradies der Pferde, hrsg. vom Deutschen Pferdemuseum, Verden, Schwarzenbek: Cadmos, 2009, ISBN 978-3-86127-464-3 und ISBN 978-3-86127-464-3; Inhaltsverzeichnis